# Глядены
Глядены — деревня в городском округе Сухой Лог Свердловской области России.

## География
Деревня Глядены расположена в 10 километрах (по автодороге в 12 километрах) к северу-западу от города Сухого Лога, на правом берегу реки Пышмы, напротив устья её левого притока — реки Рефт. В окрестностях деревни расположены санаторий, база отдыха, детский оздоровительный лагерь.

## История
Глядень (старорус.) означает возвышенность, холм, высокое открытое место.

## Население
| 2002 | 2010 |
| ---- | ---- |
| 91   | ↗191 |